# Burned at the Stake
Burned at the Stake, també estrenada com The Coming, és una pel·lícula de 1981 dirigida per Bert I. Gordon. És protagonitzat per Susan Swift i Albert Salmi.

## Argument
Al Salem de 1692, els un grup de bruixes són cremades a la foguera. Ara, a la dècada de 1980, una bruixa torna d'entre els morts, posseeix un dels seus descendents i va a caçar els ocupants del poble per venjar la seva mort.

## Repartiment
- Susan Swift com Loreen Graham / Ann Putnam
- Albert Salmi com el capità Billingham
- Guy Stockwell com el Dr. Grossinger
- Tisha Sterling com a Karen Graham
- Beverly Ross com Merlina